# Torre Vinarragell
La Torre Vinarragell, és un monument arquitectònic del País Valencià, catalogat com Bé d'Interès Cultural (BIC), segons consta en la Direcció general de Patrimoni Cultural de la Generalitat Valenciana amb codi identificatiu: 12.06.032-016. Se situa en el Camí de Serra (Partida Vinarragell), ocupant la parcel·la 2 amb referència cadastral: 3020101
És considerada com un exponent d'arquitectura militar, ja que es tracta d'una torre defensiva, encara que en l'actualitat passa totalment desapercebuda.
A l'edifici actual se la coneix més pel nom d'Alqueria de Sorlí, que pel de la torre de Vinarragell, la qual actualment ha quedat totalment integrada en edificis de recent construcció. No existeix una idea clara de si la torre pertanyia a la ja desapareguda alqueria islàmica de Vinarragell.